# Вальдемарас Хомічюс
Вальдемарас Хомічюс (лит. Valdemaras Chomičius; нар. 4 травня 1959, Каунас) — литовський і радянський баскетболіст, литовський баскетбольний тренер. Протягом певного часу був головним тренером «Дніпра», київського «Будівельника». Заслужений тренер Литви.

## Життєпис
Перед початком сезону 2020—2021 очолив київський «Будівельник», але залишив посаду в грудні 2020.

### Нагороди, відзнаки
- Орден «За заслуги перед Литвою».
- Заслужений тренер Литви.